# Carlotta Giovannini
Pour les articles homonymes, voir Giovannini.
Carlotta Giovannini, née le 5 juillet 1990 à Castel San Pietro Terme, est une gymnaste artistique italienne.

## Palmarès

### Championnats d'Europe
- Volos 2006
  -  médaille d'or au concours par équipes
- Amsterdam 2007
  -  médaille d'or au saut de cheval
- Clermont-Ferrand 2008
  -  médaille d'argent au saut de cheval